# Казалети (Латина)
Казалети је насеље у Италији у округу Латина, региону Лацио.
Према процени из 2011. у насељу је живело 149 становника. Насеље се налази на надморској висини од 62 м.